# Bis zum Horizont, dann links!
Bis zum Horizont, dann links! ist eine deutsche Filmkomödie von Bernd Böhlich aus dem Jahr 2012.

## Handlung
Die Rentnerin Annegret Simon wird von ihrem Sohn in die Seniorenresidenz Abendstern gebracht. Sie ist in der neuen Situation unglücklich. Auch Eckehardt Tiedgen ist mit seinem Dasein im Altersheim unzufrieden. Eines Nachts kann er dem Freund der Schwester Amelie, der Polizist ist, die Waffe entwenden. Als die Senioren tags drauf einen Rundflug mit einem historischen Flugzeug machen, entführt Tiedgen die Maschine und fordert – die Waffe in der Hand –, bis zum Mittelmeer zu fliegen. Seine Kinder besuchen ihn nicht und hassen ihn, weil er alt ist und nicht stirbt. Er hasst seine Kinder, weil sie jung sind. Tiedgen hat nichts zu verlieren.
Anfangs sind einige Insassen gegen die Entführung, doch Annegret Simon lässt sie abstimmen und erhält eine Mehrheit für den Mittelmeerflug. Die sich sträubende Schwester wird in die Bordtoilette gesperrt.
Auf dem Flughafen Wien fordern die Insassen Kraftstoff und Lebensmittel. Die ehemalige Schauspielerin Fanny Dè Artong wird als arabische Terroristin verkleidet und soll die Forderungen übermitteln. In Wien befürchten die Behörden internationale Verwicklungen, weil das Flugzeug des russischen Präsidenten Putin in Kürze erwartet wird, und lassen die versorgte Maschine wieder starten. Der junge Copilot Mittwoch darf die Maschine über die Alpen steuern. Die Senioren blicken staunend auf die grandiose Bergwelt. Als die Piloten Musik in der Kabine spielen, beginnen die Passagiere zu tanzen. Schwester Amelie wird wieder befreit.
Über der Adria geht ihnen jedoch der Sprit aus; der erfahrene Pilot Schlepper kann die betagte Maschine im Gleitflug auf einer Graspiste einer Insel landen. Er bricht mit einem örtlichen Polizisten auf, um Sprit zu holen. Die Passagiere steigen aus und stehen nach wenigen Schritten am Meer. Damit haben sie sich einen Traum erfüllt.

## Kritik
Deutschlandradio meint: „Eine prominent besetzte, wenn auch etwas beschauliche Komödie zu einem ernsten Thema.“
Für die Bild ist der Film eine „herrliche Komödie, die ohne plumpe Gags auskommt und gerade deshalb auch bei aller guten Laune ein bisschen wehmütig ist.“
Stern.de meint: „Böhlichs sympathische Komödie richtet sich vor allem an Kinogänger jenseits der 50, wenn nicht der 60. Für ein jüngeres Publikum fällt die Inszenierung zu artig und gemächlich aus. Bewegend aber ist die Story von den Alten, die ganz zum Schluss auf einer griechischen Insel landen, allemal.“

## Trivia
Drehorte in Deutschland waren u. a. das Herrenhaus Blankensee, das Technikmuseum Hugo Junkers und der angrenzende gleichnamige Flugplatz in Dessau-Roßlau sowie – als Flughafen Wien – der Flughafen Leipzig-Halle in Schkeuditz. Außerdem wurde auf der kroatischen Insel Lošinj gedreht.
Zum Einsatz kam die Ju-52 der Schweizer Ju-Air mit der Immatrikulation HB-HOT, welche am 4. August 2018 abstürzte.